# Ametistspindling
Ametistspindling (Cortinarius sodagnitus) är en svampart som beskrevs av Rob. Henry 1935. Ametistspindling ingår i släktet Cortinarius och familjen spindlingar.  Arten är reproducerande i Sverige. Inga underarter finns listade i Catalogue of Life.